# Maria Costanza Panas
Maria Costanza Panas, OSCCap, rodným jménem Agnese Pacifica Panas (15. ledna 1896, Alano di Piave – 28. května 1963, Fabriano) byla italská římskokatolická řeholnice a učitelka, členka řádu klarisek-kapucínek, jež působila jako abatyše kláštera ve Fabrianu. Katolická církev ji uctívá jako blahoslavenou.

## Život
Narodila se dne 15. ledna 1896 v Alano di Piave v provincii Belluno jako čtvrté ze šesti dětí rodičům Antoniovi Benvenuto Panasovi a Marii Biasotto. Během svého dětství onemocněla, což její matku znepokojilo, neboť jí již několik dětí zemřelo. Nakonec se však uzdravila, což bylo připisováno přímluvě Panny Marie.
Roku 1902 její rodiče z ekonomických důvodů emigrovali do USA a ona byla svěřena do péče svého strýce Angela, který působil jako kaplan v Asiagu a později se stal arciknězem. Nejprve se vzdělávala u kongregace Dcer lásky ve Feltre. Později také studovala ve Vicenze. Dne 5. srpna 1906 přijala své první svaté přijímání. Roku 1910 se její rodiče ze Spojených států vrátili a vzali si ji opět do péče. Tehdy se poprvé setkala se dvěma novými sourozenci, kteří se narodili v Americe. Roku 1910 se přestěhovala do Benátek, kde taktéž pokračovala ve svém studiu a roku 1913 promovala. Po dokončení studia působila v Benátkách jako pedagožka. Roku 1914 setkala s P. Luigim Fritzem, který se poté stal jejím duchovním vůdcem.
Rozhodla se stát řeholnicí a dne 11. října 1917 vstoupila do kláštera řádu klarisek-kapucínek ve Fabrianu. Dne 19. dubna 1918 přijala řeholní hábit a řeholní jméno Maria. Řeholní jméno Costanza si zvolila před složením dočasných řeholních slibů dne 8. května 1919. Dne 9. května 1922 pak složila sliby doživotní. Dne 19. května 1927 se stala novicmistrou a dne 22. června 1936 byla zvolena abatyší svého kláštera, kterou byla do roku 1952. Roku 1955 byla znovu zvolena abatyší, kterou poté byla až do své smrti.
V 50. letech 20. století začala trpět horším zdravotním stavem, např. zhoršujícím se zrakem a roku 1959 onemocněla. Dne 19. února 1960 se její zdraví kvůli artritidě výrazně zhoršilo a byla upoutána na lůžko. Spolu s tím také trpěla astmatem, flebitidou a srdečními problémy. Přes své zhoršující se zdraví byla v 50. letech 20. století zvolena členkou federální rady klarisek-kapucínek pro místní region.
Svá utrpení během nemoci nabízela Bohu za papeže sv. Jana XXIII. a za dobrý výsledek II. vatikánského koncilu, který v té době probíhal. Krátce před svou smrtí ji zarmoutila zpráva o úmrtí jejího duchovního vůdce Luigiho Fritze. Trápila ji také nemoc papeže sv. Jana XXIII:, který zemřel několik měsíců po ní.
Zemřela dne 28. května 1963 asi v 11:00 ve svém klášteře ve Fabrianu.

## Úcta
Její beatifikační proces započal dne 23. května 1983, čímž obdržela titul služebnice Boží. Dne 10. října 2016 ji papež František podepsáním dekretu o jeho hrdinských ctnostech prohlásil za ctihodnou. Dne 18. února 2022 byl uznán zázrak na její přímluvu, potřebný pro její blahořečení.
Blahořečena pak byla dne 9. října 2022 v katedrále sv. Venantia ve Fabrianu. Obřadu předsedal jménem papeže Františka kardinál Marcello Semeraro.
Její památka je připomínána 28. května. Bývá zobrazována v řeholním oděvu.